# Kellavere
Kellavere – wieś w Estonii, w prowincji Virumaa Zachodnia, w gminie Laekvere.